# Pontifical romano-germanique
Le Pontifical romano-germanique, connu aussi sous le nom d'Ordo d'Erdmann est un recueil de textes liturgiques en latin compilé entre 880 et 960 à l'abbaye Saint-Alban. Bénéficiant d'une large diffusion au cours du Moyen Âge, il est l'une des sources du  Pontifical romain et eut une autorité considérable dans le Catholicisme en Europe. 
Il se compose de 258 articles ou ordines, qui décrivent les rituels ecclésiologiques comme l'ordination des prêtres, la bénédiction, le baptême, la célébration des messes, la confession, etc. Mais il introduit surtout plusieurs nouveautés, comme les rites et prières précédant le carême, qui vont être largement adoptés par la suite, et qui étaient absents de la liturgie romaine primitive.
La désignation des ordines Romani comme « Pontifical romano-germanique » est due à l'historien Michel Andrieu (1886-1956). Une édition complète en a été donnée par le théologien Cyrille Vogel et l'historien Reinhard Elze.
Une retranscription de ces textes, le « Pontifical de Cracovie » (Pontificale Cracoviense saeculi XI), attribuée au scriptorium de Tyniec (fin du XIe siècle), est conservée sous la référence MS 2057 à la Bibliothèque Jagellonne,